# Randjelovič
Pogostost priimka Randjelkovič je bila po podatkih Statističnega urada Republike Slovenije na dan 1. januarja 2011 manjša kot 5 oseb. 

## Znani nosilci priimka
- Elizabeta Randjelovič (*1977), atletinja, metalka kopja
- Marko Randjelovič (*1989), košarkar